# 荥阳之战 (190年)
荥阳之战是东汉末年的190年討伐董卓之戰的一部分，在徐荣率军于荥阳汴水遭遇讨董联军时发生。

## 背景
东汉献帝初平元年（公元190年），持异议的地方官和军阀组成联军对抗控制汉献帝的国相董卓。董卓注意到洛阳不如西面的长安易于防御，因而将百姓、朝臣及皇帝迁往长安，董卓部众留守洛阳。在4月9日的大规模迁都中，董卓命士兵将洛阳夷为平地，查抄富户，劫掠汉帝陵墓。据《三国志》注引《续汉书》，在此次迁都中死去的人“不可胜计”。
驻军酸枣的曹操视此为攻董卓的机会，对暂歇中的联军宣称：“我们举义兵以诛暴乱，已经联合，为何迟疑？最初，如果董卓得知山东起兵（反对他）时，他倚重王室，占据旧都（洛阳），东向进攻勤王军队，那么即使他作为无道，也足以为患。如今他焚烧宫室，劫持天子迁都，天下都震动了，不知道该向着谁，这是老天要灭亡他。一战可定天下，我们不可失此机会。”曹操争取到了袁绍和军阀张邈帐下曹操的朋友卫兹和騎都尉（聯軍假授破虜將軍）鮑信及兖州、豫州军队的合作，从酸枣西进，意图占领成皋。

## 战役
曹操和卫兹的军队进军到经洛阳途中的重要补给站荥阳治下的汴河，在那里遭遇徐荣率领的敌军。经过一日激战，由家臣和掠夺者等下等人组成的联军根本不是董卓部下职业边军的对手。联军惨败，死伤甚多，卫兹、鲍韬阵亡，鲍信负伤。此外，曹操也被流矢所中，他的马也受了伤。从弟曹洪把马给曹操，但曹操起初并不接受。曹洪说：“天下可以没有我曹洪，但不能没有你。”曹洪步行跟随曹操，他们趁夜撤回酸枣。
徐荣想攻酸枣，但他观察到曹操军即使人数上处于劣势也激战了一个白天，设想攻酸枣和这样的一群人作战将是艰难的事。他也撤退了。

## 后果
曹操回到酸枣，见众军阀终日饮宴，无意攻董卓，责骂了他们。曹操吸取自己试图在荥阳正面攻成皋遭败的教训，提出了另一种策略，告诉联军。此计划不是试图再次从酸枣发动一场直接进攻，而是占领战略要地，封锁洛阳和成皋。南方的联军将领袁术可震慑董卓的新都城长安，而非进攻洛阳。联军可高垒深壁，避免真刀真枪作战。曹操称这样的部署可在向董卓的朝廷施压的同时将联军正在调兵的形势昭示天下。曹操以此希望董卓政府最终压力过大、失信、垮台。曹操如是总结他的计划：“现在我们的军队为正义而战，如果我们犹豫迟疑，我们会让天下失望，我为你们感到羞耻！”但酸枣诸将并不同意他的计划，曹操撇下他们，和司马夏侯惇去扬州募兵，然后去河內和联军盟主袁绍一同扎营。曹操离开不久，酸枣诸将粮尽，散去，甚至互鬥。酸枣的联军大营自行瓦解了。
数年后，袁绍和曹操在权力争斗中为敌，在官渡之战中展开军事对抗前，袁绍让幕僚陈琳作文谴责曹操。陈琳以曹操荥阳战败事诋毁曹操：“……愚蠢轻佻，缺乏远虑，轻易进攻，轻易被击退，死伤惨重，几乎没命地逃回本寨。”

## 三国演义
在罗贯中历史小说《三国演义》中，联军陆续得胜，施压洛阳。董卓向谋士李儒问计，李儒答，应迁都长安。董卓照办，焚洛阳为平地以迫使众人离开。联军将领们见洛阳有烟，进军，只看到被烧成废墟的洛阳。
曹操去见袁绍，称应该追赶董卓，但袁绍答众人皆已疲惫，追赶并无好处，所有军阀也都同意不作为。曹操大呼：“竖子不足与谋！”随后带夏侯惇、夏侯渊、曹洪、曹仁、李典、乐进及一万军队追击。
小说中，从洛阳向西去西安的道路途径荥阳（事实上，荥阳在洛阳东面）。董卓到荥阳，徐荣迎之。李儒闻曹操到，建议以吕布诱曹操入埋伏。在荥阳，曹操迎战吕布，如预料那样，当夏侯惇和吕布单挑时，董卓部将李傕和郭汜从两侧攻来，围住曹操。曹操命夏侯渊和曹仁抵抗他们，但曹操军最终被压倒并撤退。
夜间，曹操军准备安歇，徐荣伏兵杀出，杀散曹营。曹操很快上马逃跑，但被徐荣射中肩膀，马也被杀。曹操被两个敌军士兵擒住，但曹洪杀了他们，救了主公。曹洪把马给曹操，但前方有河，曹操不能复骑，徐荣军也靠近了。曹洪背曹操渡河。徐荣军向他们射箭。曹操和曹洪到了对岸，徐荣又从上流渡河来追。但夏侯惇杀来，当场杀了徐荣。曹操军会合，见曹操安全，都释然了，撤回袁绍在河内的主营。董卓的余军也离开，随他去长安。